# Неверский дом
Неверский дом (фр. Maison de Nevers) или Дом Монсо (нем. Haus Monceaux) — французская династия, правившая в графствах Невер, Осер, Тоннер и Вандом.

## История

### Происхождение
Основным источником по истории ранних графов Невера является латинское сочинение «Происхождение, или История графов Неверских» (лат. Origine et Historia Brevi Nivernensium Comitum), написанное в XII веке монахом Гуго из Пуатье.
Неверский дом происходил из рода сеньоров де Монсо. Сеттипани считает, что этот род происходил из Пуату и был связан родством с Рамнульфидами (графами Пуатье) и семьёй Одеберта, виконта Лиможа. По его реконструкции родоначальником рода мог быть упоминаемый в январе 880 года Адальгер, имевший трёх сыновей — Рауля, Адальгера и Ландри, упомянутых в акте, датированном 1 ноября 882 года. Возможно, что этот Адальгер идентичен Адальгеру (Хильдегария) (ум. после 893), который в 875—893 годах был епископом Отёна, в 877 году аббатом Флавиньи и Корбиньи, в 879 году был канцлером короля Бургундии Бозона Вьеннского, а в 892—893 годах — канцлером короля Западно-Франкского королевства Эда.
Сыном Ландри I возможно был Ландри II (ум. после 922). «Origine et Historia Brevi Nivernensium Comitum» называет его племянником епископа Хильдегария. В 880 году он получил от графа Отёна Ричарда Заступника замок Мец-ле-Комт. У него было две жены, одна из которых, согласно Сеттипани, была родственницей графов Анжу. Ландри II имел двух сыновей — Ландри III и Бодо, упомянутых в акте, датированном ноябрём 950 года. Сыном Бодо был Ландри IV, основатель Неверского дома.

### Графы Невера, Осера и Тоннера
В 989 году Ландри IV, женатый на Матильде, дочери графа Бургундии Отто Гильома, получил от тестя под управление графство Невер.
После смерти герцога Бургундии Эда-Генриха бургундская знать признала своим герцогом Отто Гильома. Его поддержали зять Ландри Неверский и граф-епископ Лангра Брюн. Отто-Гильом получил в подчинение Отён, Авалон, Дижон и Бон. Ландри, воспользовавшись отсутствием Гуго де Шалона, графа Шалона и епископа Осера, захватил Осер. Но права на герцогство предъявил и король Франции Роберт II, которого поддержали Гуго де Шалон и герцог Нормандии Ричард II. Они попытались захватить Осер, но неудачно, после чего ушли в Париж. В 1005 году королевская армия опять появилась в Бургундии, и Ландри капитулировал. В обмен на признание Роберта он выторговал себе титул графа Осера и договорился о браке своего сына Рено и сестры Роберта Адель.

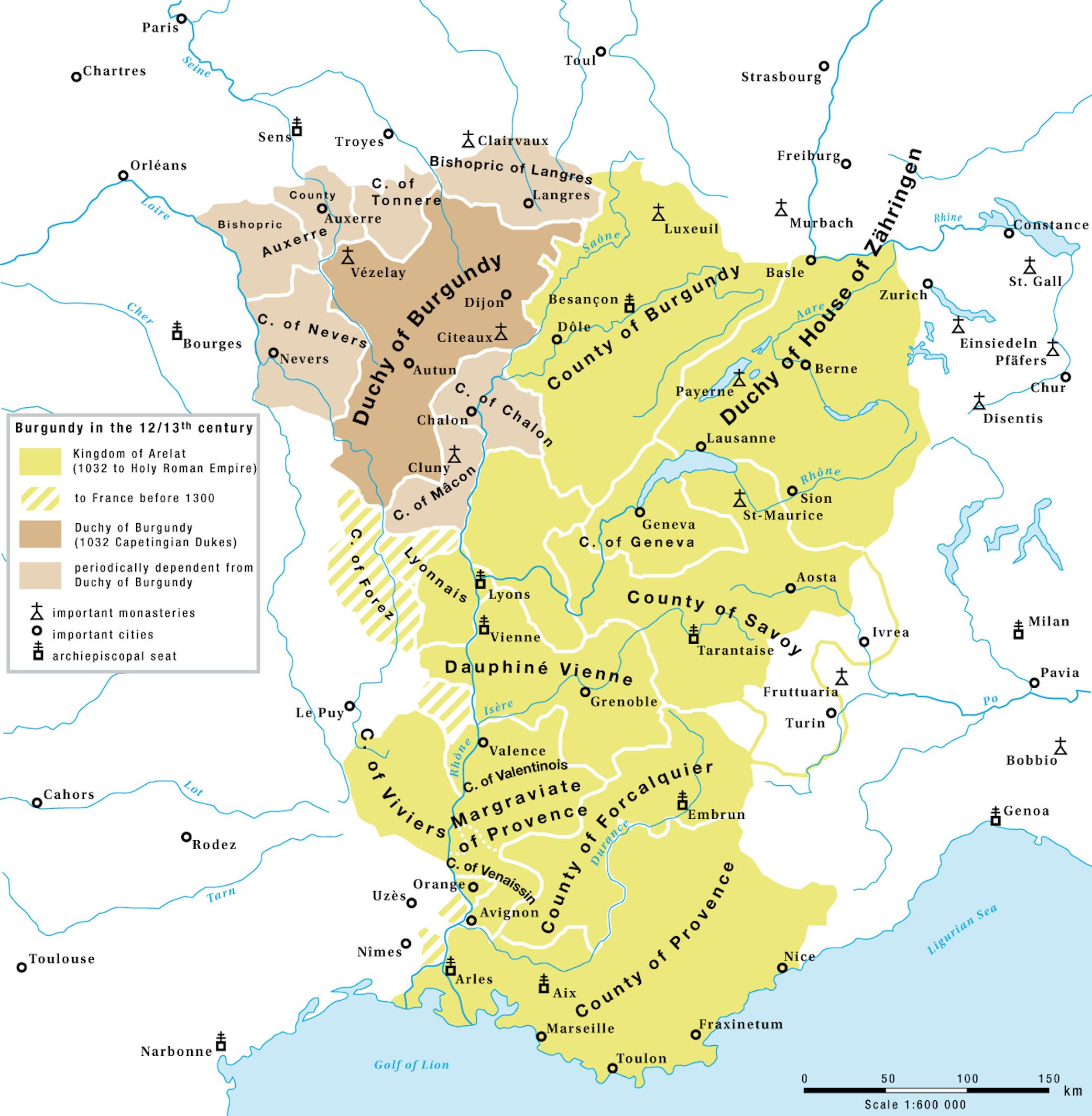
Бургундия в XII—XIII веках

После смерти Ландри в 1028 году ему наследовал в Невере и Осере старший сын, Рено I. При нём начался затяжной конфликт с герцогом Бургундии Робертом I по поводу границы между герцогством и графством Осер, в результате этой борьбы он погиб в 1040 году. Его младший брат Бодон (ум. 1032) получил как приданое жены графство Вандом.
После смерти Рено ему наследовал сын Гильом I (ок. 1030 — 1083). Около 1045 года он женился на графине Тоннера Ирменгарде (ок. 1030 — до 1085), благодаря чему объединил три графства — Невер, Осер и Тоннер. Это объединение сохранялось до 1262 года. Иногда Осер и Тоннер ненадолго выделялось в качестве отдельного владения, однако вскоре опять возвращались обратно к графам Невера. Гильом I продолжил начатую еще отцом борьбу против герцога Роберта I, которая закончилась только после смерти герцога в 1076 году. Мир был закреплен браком нового герцога Гуго I на дочери Гильома, Сибилле.
После смерти Гильома его владения были разделены между сыновьями. Старший, Рено II (ум. ок. 1097), получил Невер и Осер, второй, Гильом (ум. после 1092) — Тоннер. После смерти Гильома Тоннер вернулся к Рено. Еще один сын, Роберт (ум.1095), стал епископом Осера.
После недолгого правления Рено II ему наследовал сын Гильом II (ум. 1148). Он в 1101 году с пятнадцатитысячной армией отправился в Иерусалимское королевство, но вскоре вернулся обратно. В 1106 году был убит в монастырской церкви аббат Везле  Арто, но убийцы остались безнаказанными. Граф Гильом II боролся против своего соседа Тибо, графа Блуа и Шартра, но в результате попал в плен, в котором пробыл до 1119 года. В том же году Гильом II попытался захватить земли аббатства Везле, что вызвало недовольство епископа Невера. Позже конфликты с аббатством у графа возникали постоянно.
Гильом II был личным другом короля Франции Людовика VII. Когда тот в 1147 году решил отправиться во второй крестовый поход, он решил оставить регентом королевства Гильома. Но Гильом отказался от этого, но выторговал себе прощение за действия против аббатства Везле. Он умер в следующем году. Ему наследовал старший сын, Гильом III (ум. 1161). Он участвовал во втором крестовом походе. По возвращении из него он возобновил в 1150 году конфликт против аббатства Везле, начав борьбу против аббата Понса (ум. 1161). В результате в 1152 году аббат Понс бежал в аббатство Клюни, аббат которого смог добиться перемирия между сторонами, а в 1154 году вмешался король Людовик VII, который смог на некоторое время уладить конфликт.
После смерти Гильома III его владения оказались разделены между двумя сыновьями. Старший, Гильом IV получил Невер и Осер, а второй, Ги — Тоннер. Гильом в 1165 году вновь начал борьбу против аббатства Везле, которое в 1161 году возглавил Гильом де Мелло (ум. 1171). Он захватил аббатство и потребовал выбрать нового аббата, однако вновь вмешался король Людовик VII, который в 1166 году прибыл в аббатство и восстановил Гильома де Мелло в его правах. Граф Гильом IV для искупления был вынужден отправиться в Святую землю, где и умер в 1168 году в Акре.
После смерти бездетного Гильома IV Невер и Осер достались его брату Ги, вновь объединившего все три графства. Он женился на Мод, дочери герцога Бургундии Гуго III. Он продолжил политику своих предшественников по отношению к аббатству Везле, что в итоге привело к тому, что он был отлучён от церкви. Кроме того он вступил в конфликт с тестем, герцогом Гуго III, что привело к конфликту, в результате чего Ги в 1174 году попал в плен и был заключён в Бон, где пробыл до 1175 года.
Наследовавший Ги единственный сын, Гильом V был ещё ребёнком, в результате чего графства оказались под управлением Мод Бургундской, вдовы Ги. Гильом умер в 1111 году, так и не достигнув совершеннолетия. Претензии на графства предъявил младший брат Ги, Рено, однако графиней была признана Агнес, старшая дочь Ги. В 1184 году король Франции выдал её замуж за своего двоюродного брата, Пьера II де Куртене. Агнес умерла в 1193 году, наследницей стала их единственная выжившая дочь, Матильда де Куртене.
Последний представитель дома по мужской линии, Рено, умер в 1191 году.

### Вандомская ветвь
Родоначальником ветви был один из сыновей Ландри IV, Бодо (Бодон) (ум. ок. 1023), который около 1016/1020 года женился на Адели Анжуйской, дочери Фулька III, графа Анжу и Елизаветы де Вандом, дочери Бушара I, графа Вандома. Благодаря этому он унаследовал графство Вандом. Однако его потомкам пришлось бороться за графство с графами Анжу.
Ветвь угасла в 1085 году после смерти графа Бушара III (IV), а его владения унаследовал Жоффруа II (III) Журден из дома Прёйи, женатый на Ефросиньи, сестре Бушара.

### Ветвь сеньоров де Сабле
Родоначальником ветви был Роберт I Бургундец (ум. после 1098), сеньор де Краон, сын графа Невера Рено I, который посредством брака унаследовал сеньорию Сабле (в Анжу). При его сыновьях род, в свою очередь, разделился на две ветви. От старшего сына, Рено, пошла ветвь сеньоров де Краон. Второй же сын, Роберт II, унаследовал Сабле. Ветвь угасла в начале XIII века.

### Ветвь сеньоров де Краон
Родоначальником ветви стал Рено, старший сын Роберта I де Сабле, унаследовавший сеньорию Краон. Из этой ветви Морис II де Краон был наместником короля Англии Генриха II Плантагенета в Анжу и Мэне. Также он известен как поэт и как герой рыцарской поэмы «Moriz von Craûn» неизвестного автора на немецком языке, вероятно составленной по французскому подлиннику предположительно XII века.
Ветвь угасла в начале XV века.